# Masalia transvalica
Masalia transvalica är en fjärilsart som beskrevs av William Lucas Distant 1902. Masalia transvalica ingår i släktet Masalia och familjen nattflyn. Inga underarter finns listade i Catalogue of Life.